# Murdannia

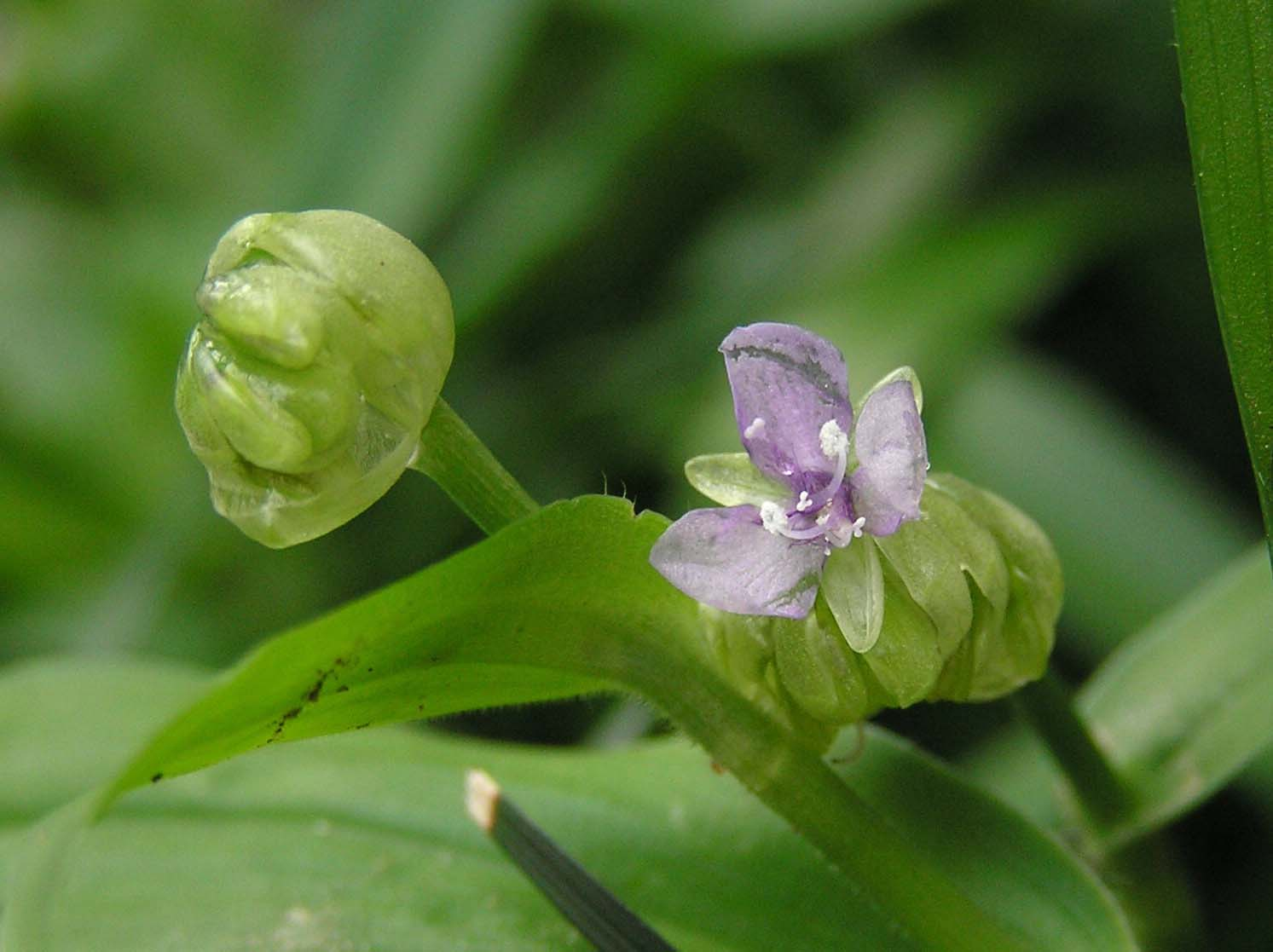
Murdannia bracteata

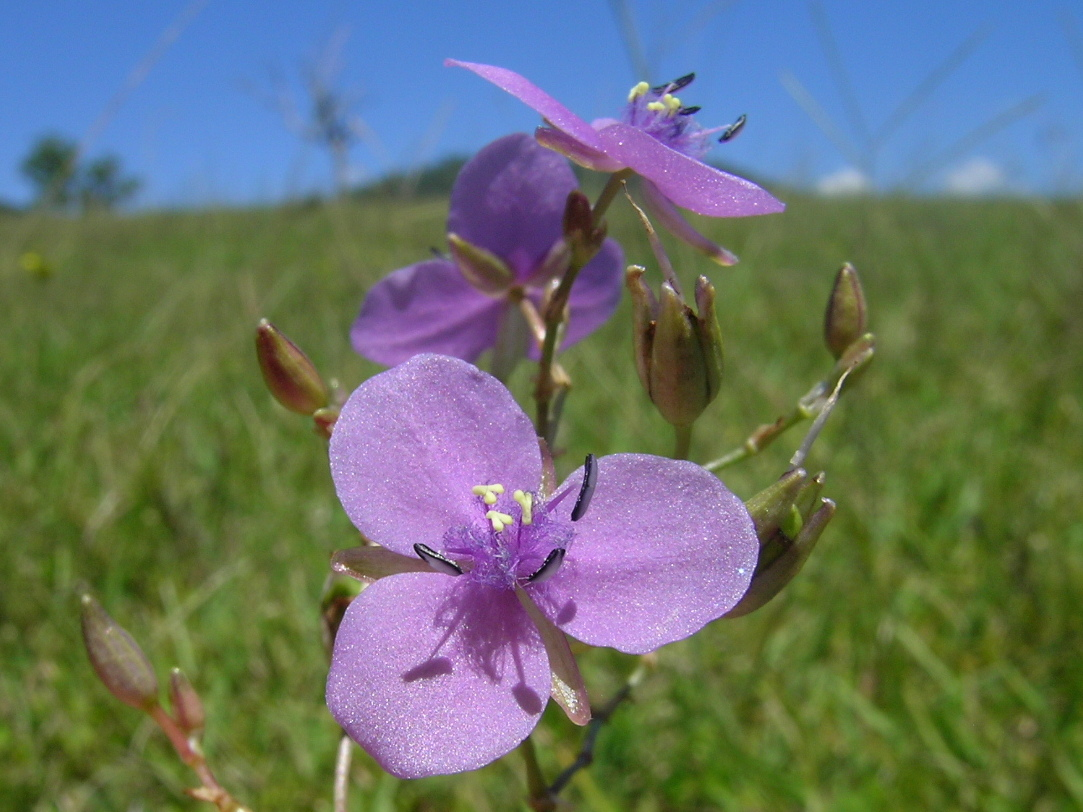
Murdannia graminea

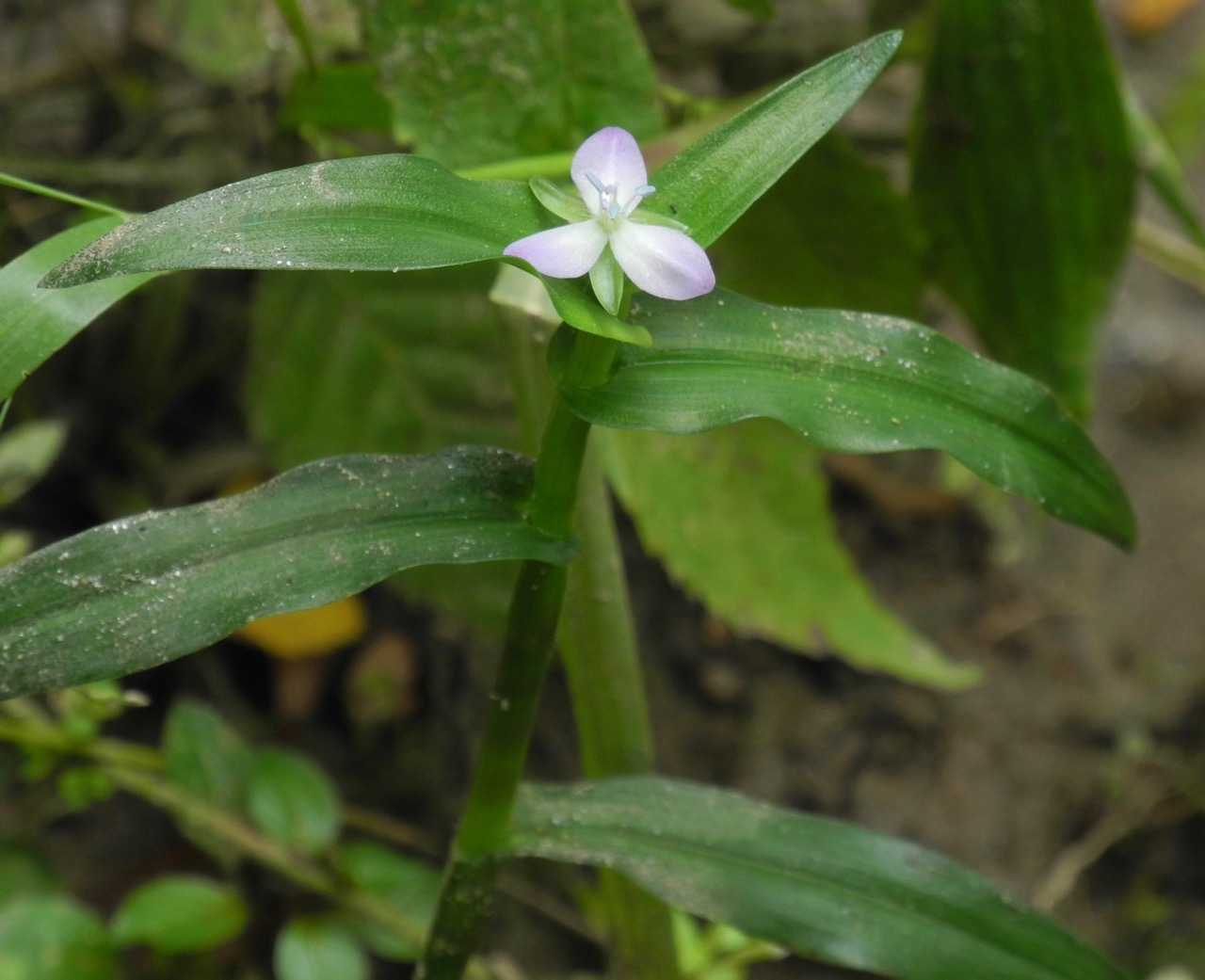
Murdannia keisak

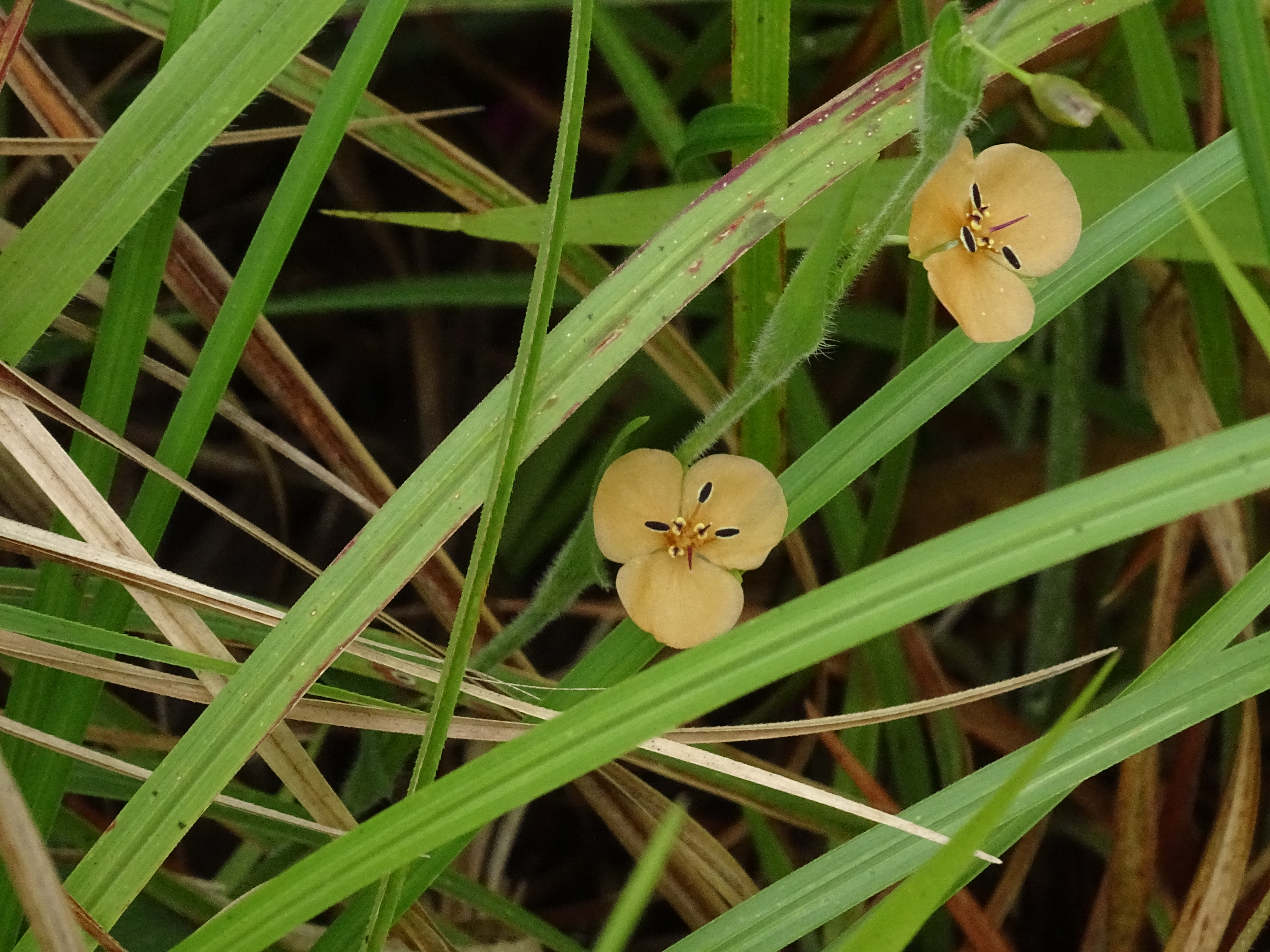
Murdannia lanuginosa

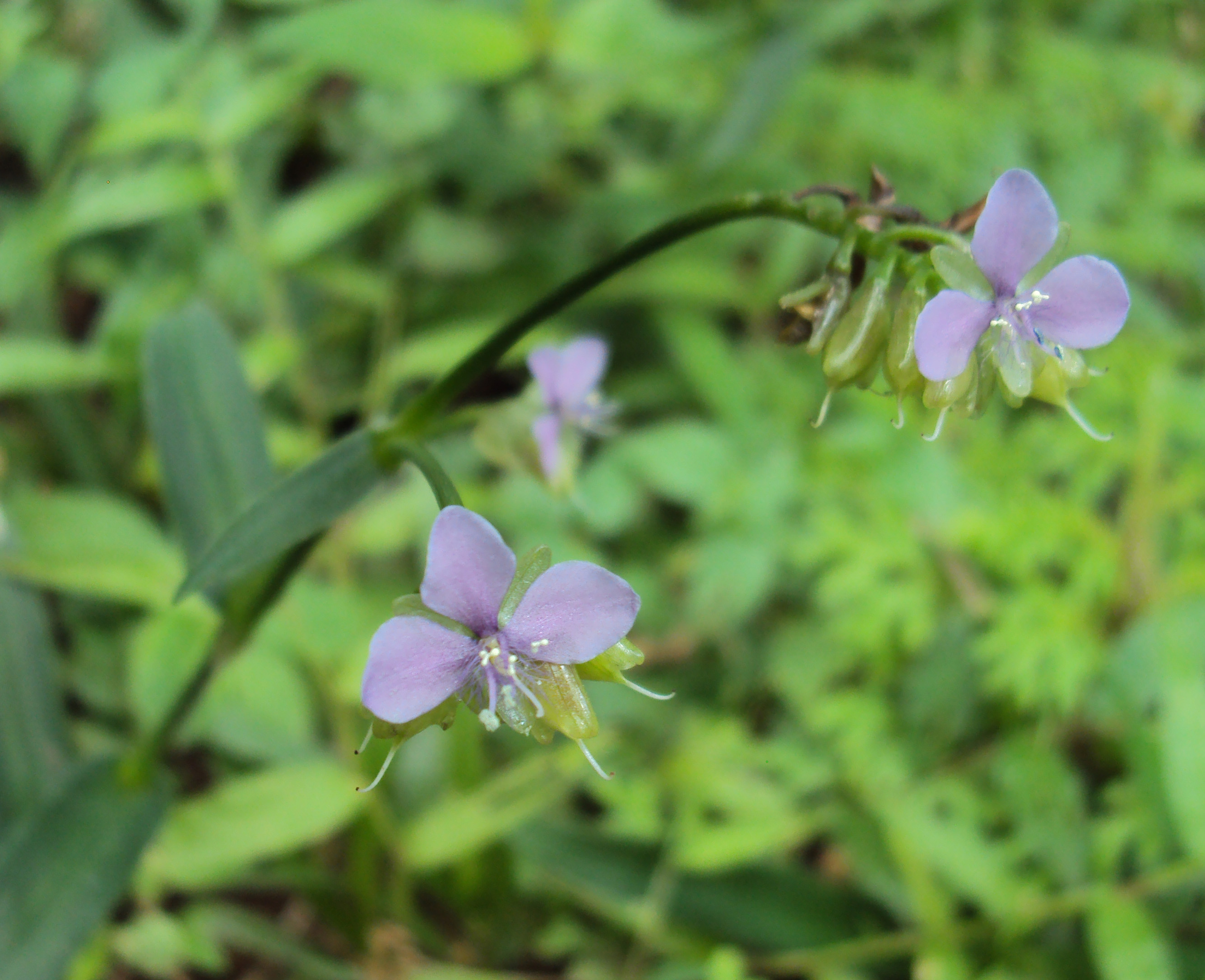
Murdannia loriformis

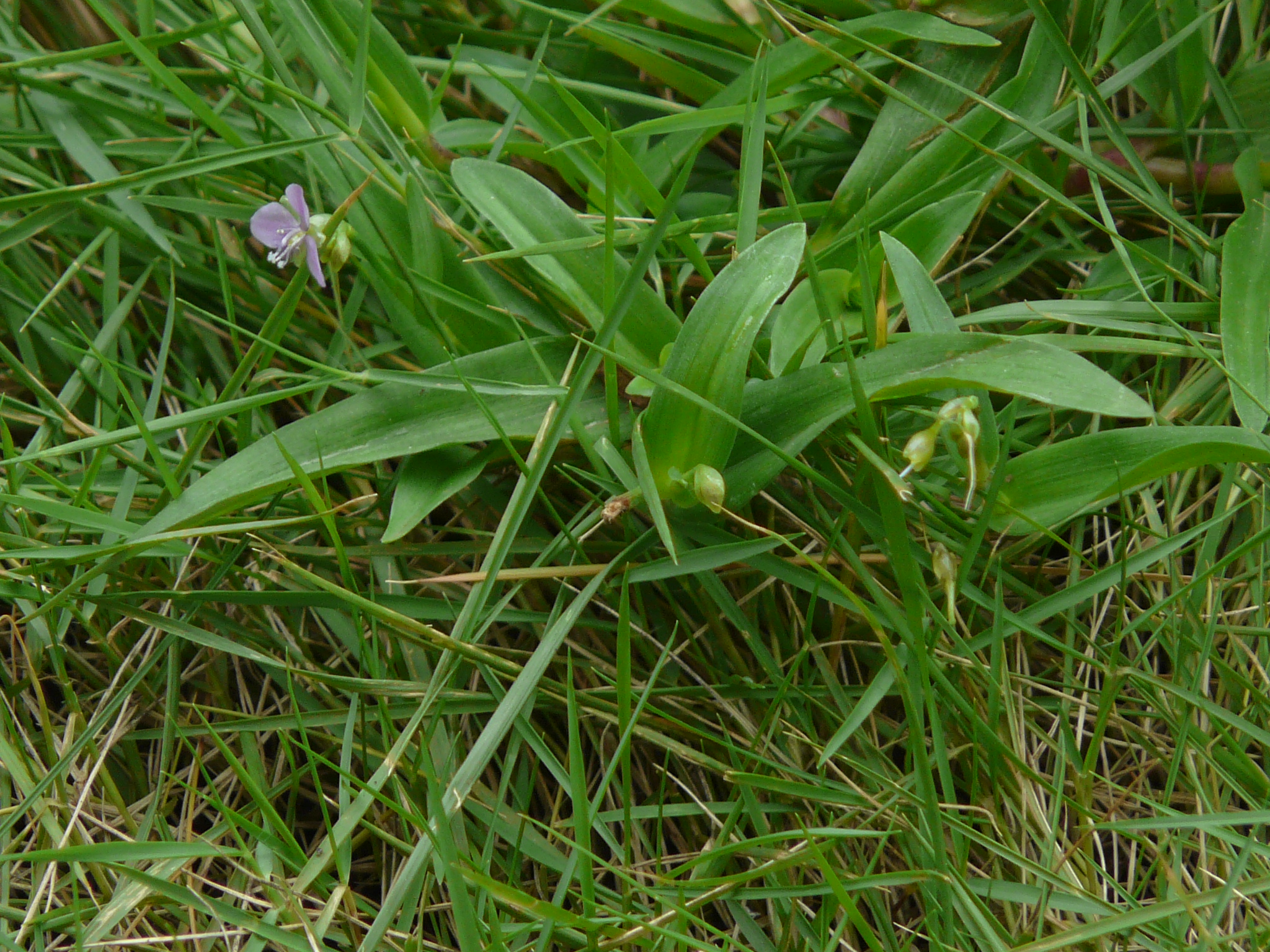
Murdannia nudiflora

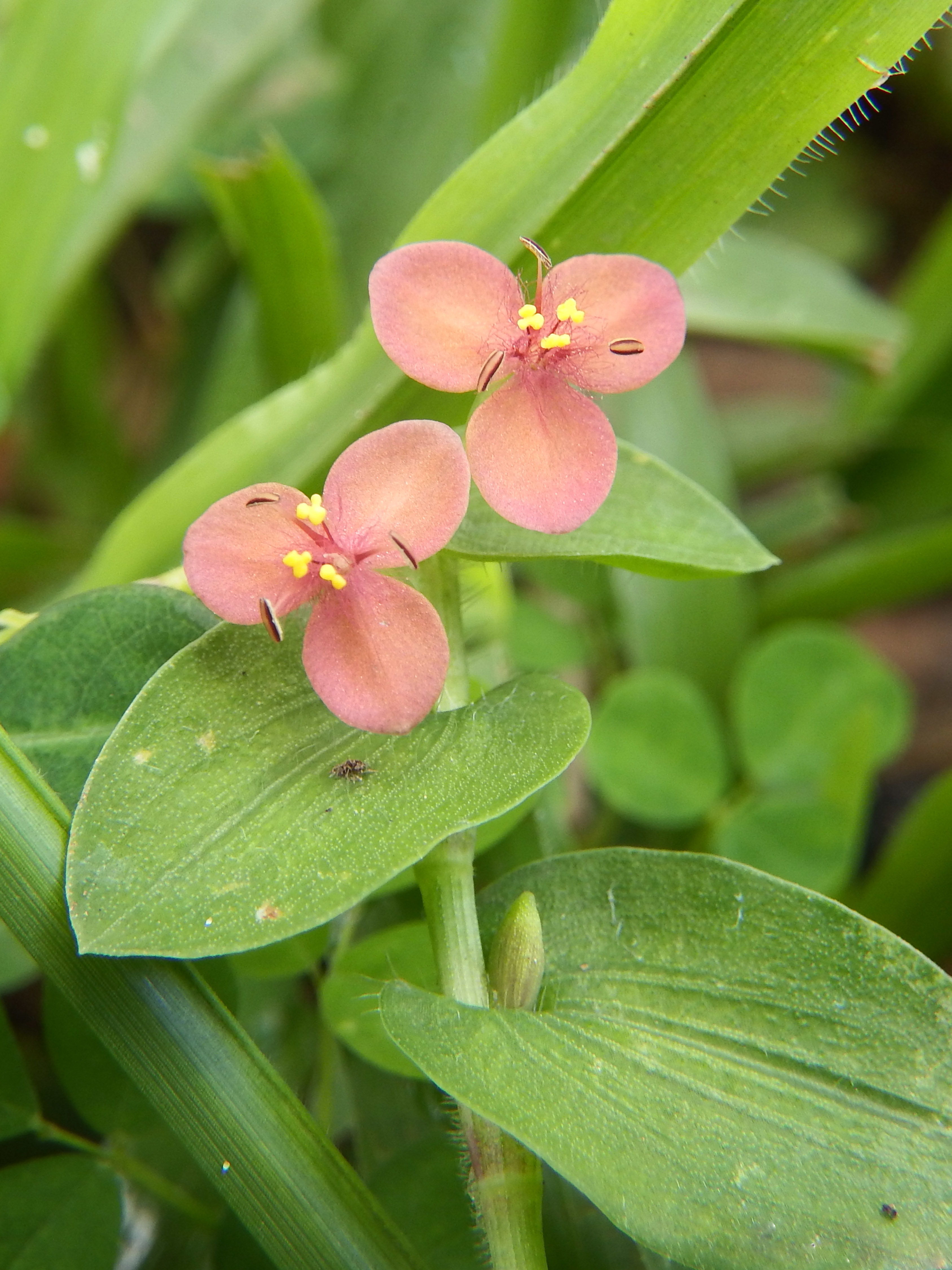
Murdannia pauciflora

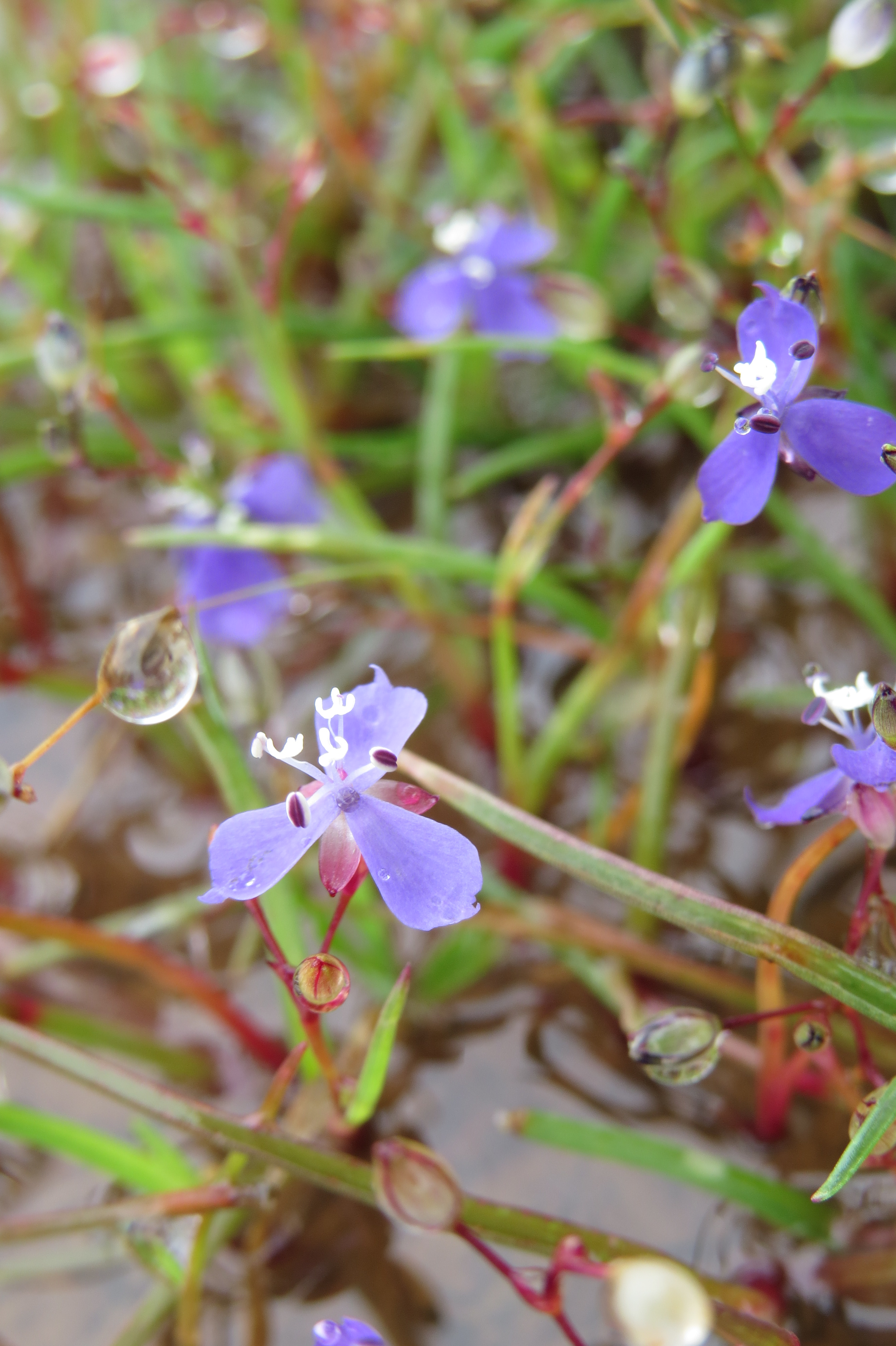
Murdannia semiteres

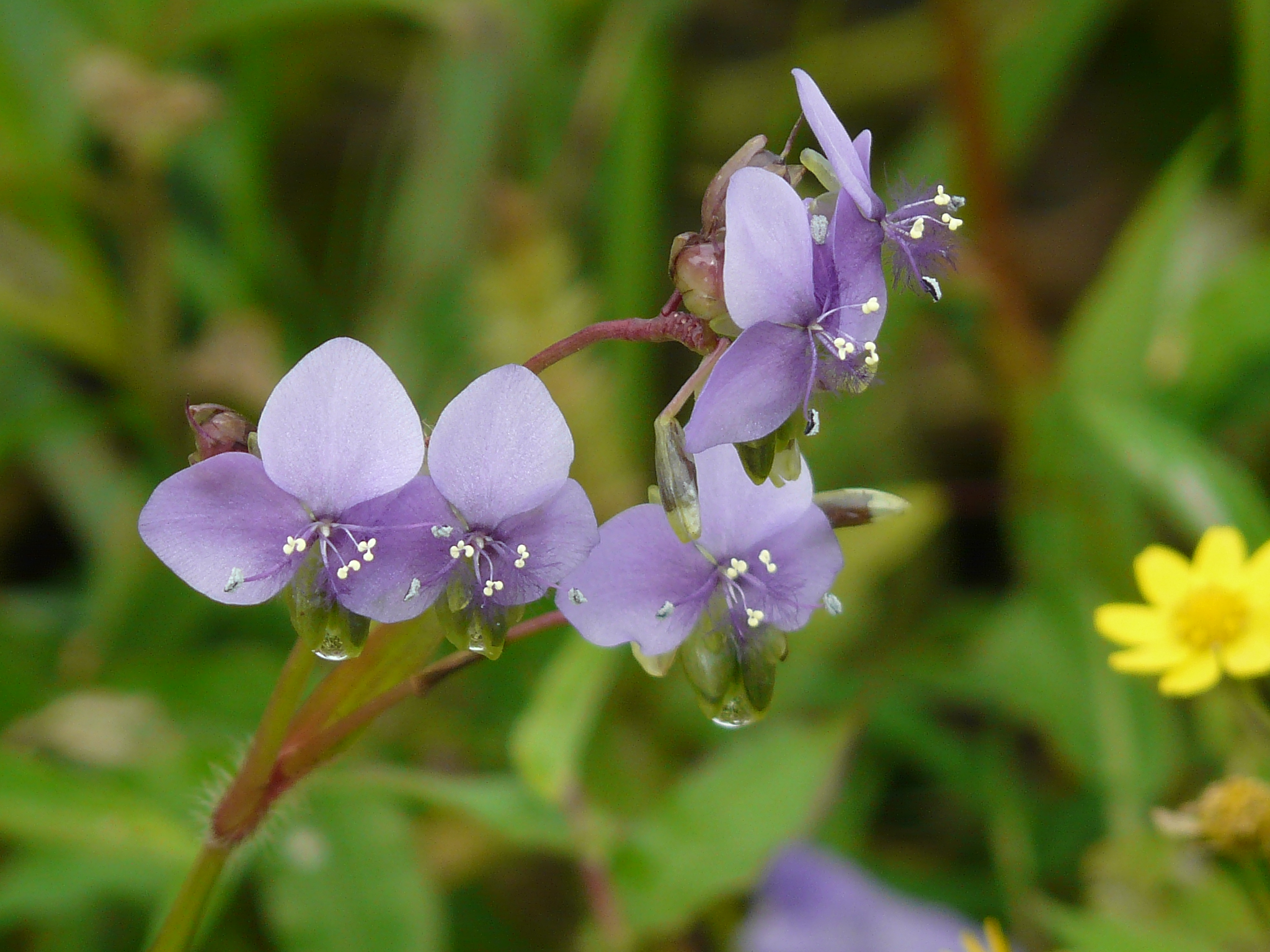
Murdannia simplex

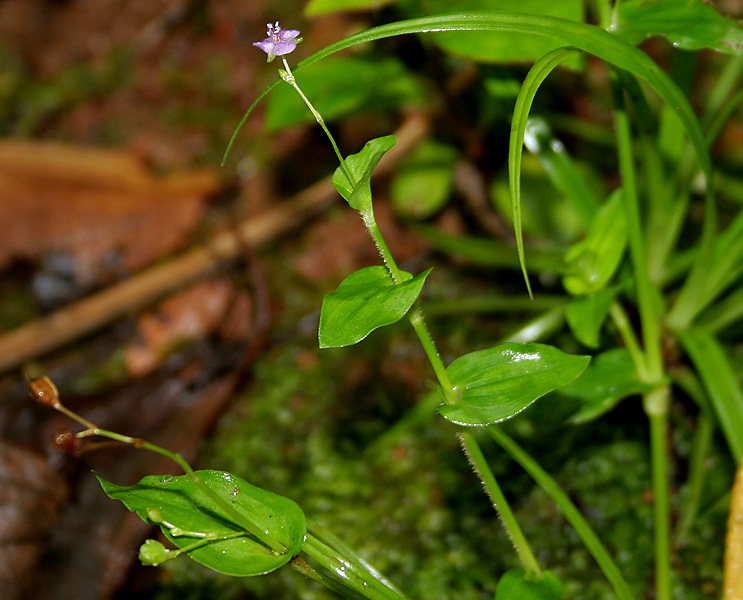
Murdannia spirata

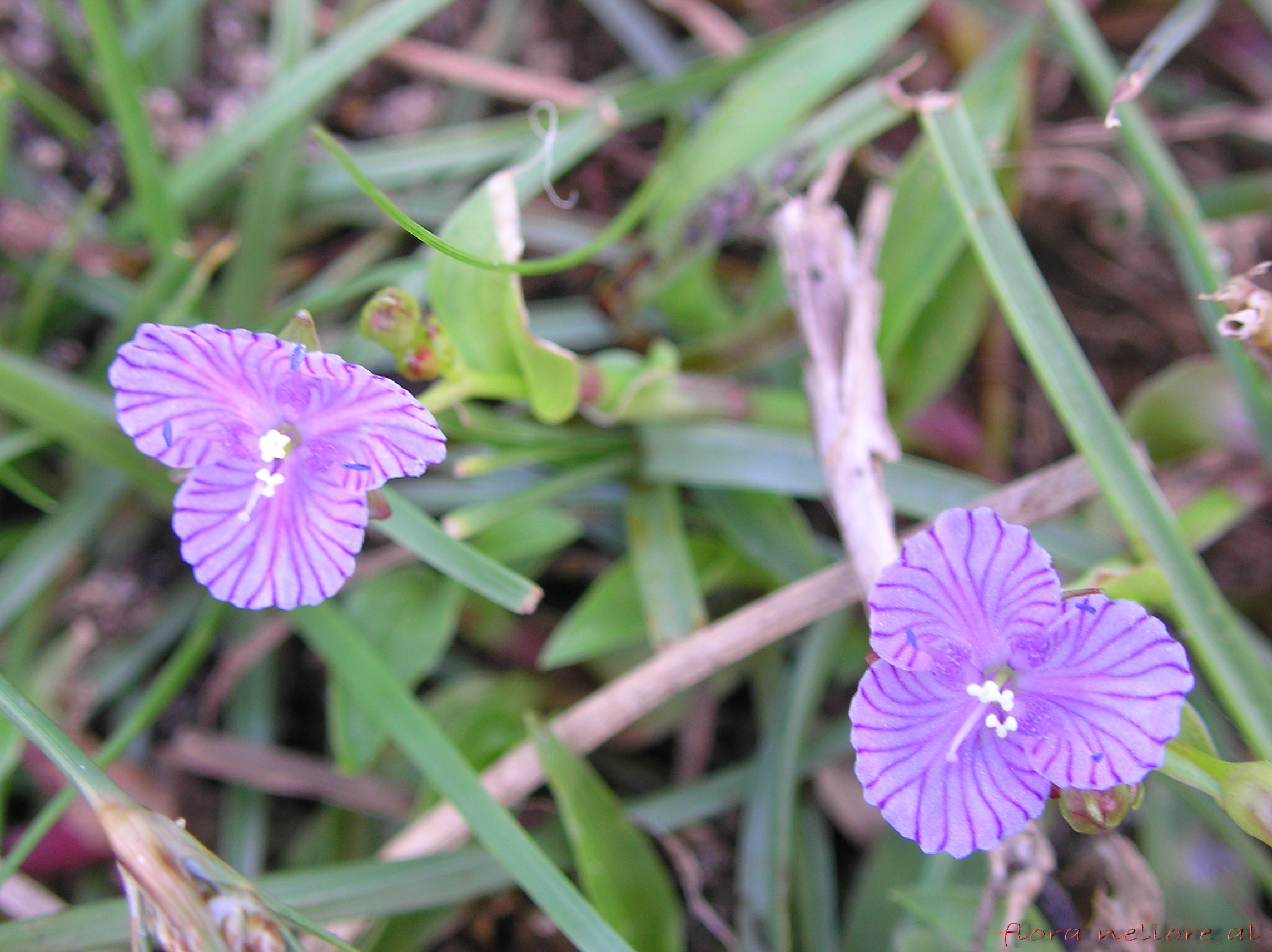
Murdannia striatipetala

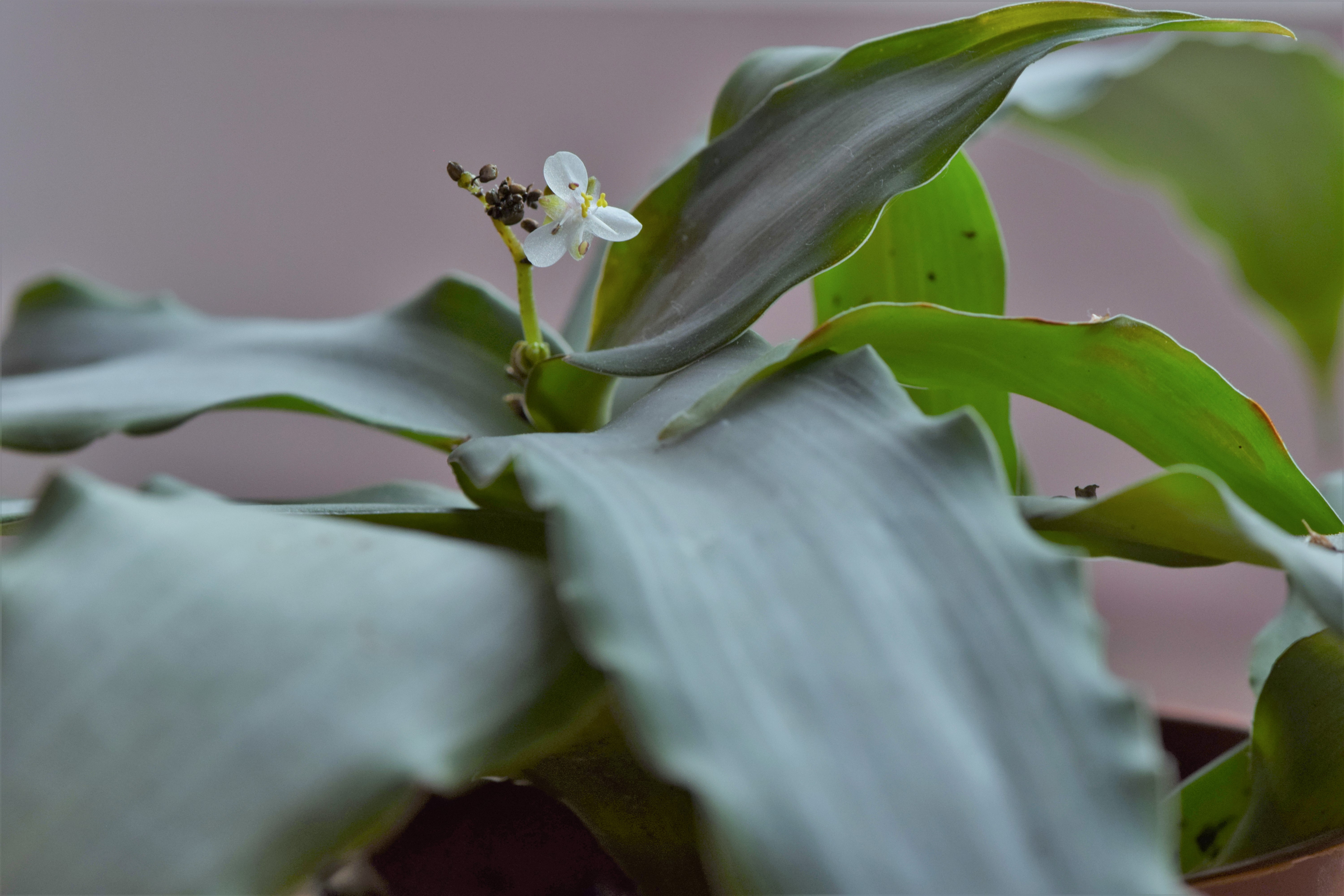
Murdannia loriformis 'Bright Star'

Murdannia Royle – rodzaj roślin z rodziny komelinowatych. Obejmuje 60 gatunków występujących na obszarach klimatu strefy międzyzwrotnikowej i podzwrotnikowej Afryki, Azji, Australii i Oceanii oraz Ameryki Południowej. Introdukowany w Ameryce Środkowej i Północnej. Niektóre gatunki są uciążliwymi chwastami upraw, głównie ryżu. Rośliny z tego rodzaju wykorzystywane są jako rośliny lecznicze, spożywcze oraz ozdobne.
Nazwa naukowa rodzaju honoruje Murdanna Alego, indyjskiego kolekcjonera roślin, opiekuna herbarium Ogrodu Botanicznego w Saharanpur. 

## Zasięg geograficzny
Centrum różnorodności rodzaju jest w południowej i wschodniej Azji, gdzie występuje 45 z 60 gatunków Murdannia. 16 gatunków występuje na obszarze od Indii przez Chiny, Półwysep Indochiński do Azji Południowo-Wschodniej i Melanezji, w tym zasięg trzech sięga do Australii. Zasięg dwóch gatunków, M. gigantea i M. simplex sięga od Afryki przez południową Azję do Australii. 11 gatunków jest endemitami Indii, 2 jest endemitami Sri Lanki, a 5 gatunków występuje w obu tych krajach. Cztery gatunki są endemitami Chin. M. saddlepeakensis jest endemitem Andamanów i Nikobarów, a M. clandestina Półwyspu Malajskiego. Dwa gatunki Murdannia występują w Australii i Nowej Gwinei, również dwa są endemitami Nowej Gwinei. Zasięg występowania M. semiteres jest rozproszony i obejmuje kilka kontynentów; gatunek ten występuje w środkowej Afryce, Jemenie, Iranie, Indiach i Wietnamie. Sześć gatunków występuje w Ameryce Południowej. Pięć gatunków występuje w Afryce. Pochodzący ze wschodniej Azji M. keisak został introdukowany do północno-zachodnich i południowo-wschodnich Stanów Zjednoczonych. Występujący naturalnie na obszarze od Indii i Chin do Nowej Gwinei i Australii M. nudiflora został zawleczony do Japonii, Afryki oraz Ameryki Południowej, Środkowej i Północnej i uległ tam naturalizacji, stając się gatunkiem inwazyjnym.

## Morfologia
PokrójWieloletnie lub jednoroczne rośliny zielne.
KorzeńCienkie i włókniste lub bulwiaste i wrzecionowate.
PędyKłącze, jeżeli obecne, krótkie do wydłużonego. Łodygi płożące się i podnoszące na wierzchołku lub wzniesione, nierozgałęzione do gęsto rozgałęzionych, zakorzenione w kłączach i w węzłach u nasady łodygi, rzadko dystalnie, gdy łodyga styka się z podłożem.
LiścieUlistnienie skrętoległe lub naprzemianległe. Liście zgromadzone na wierzchołku lub równomiernie rozmieszczone wzdłuż łodygi. Blaszki liściowe siedzące, płaskie do sierpowato wygiętych lub zagiętych do góry z powierzchniami zbliżonymi do równoległych.
KwiatyZebrane w tyrs złożony z dwurzędek (głównemu kwiatostanowi może towarzyszyć od jednego do kilku kwiatostanów bocznych tego samego rodzaju), wyrastający na łodydze wierzchołkowo lub z kątów liści w najwyżej położonych węzłach. Podsadka pędu kwiatostanowego nieobecna. Podsadki dwurzędek trwałe. Dwurzędki siedzące do szypułowych, położone naprzemianlegle, niemal naprzeciwlegle lub okółkowo, ściśnięte (pęczkowate) do wydłużonych, składające się z od 1 do wielu kwiatów. Przysadki płaskie lub rurkowate, trwałe lub odpadające. Kwiaty obupłciowe lub męskie (o zredukowanym słupkowiu), promieniste, grzbieciste lub ze słupkowiem wystającym za pręcikowie. Szypułki wzniesione, czasami wyginające się w dół po przekwitnięciu. Trzy listki zewnętrznego okółka okwiatu równe, wolne, kapturkowato zakończone, błoniaste do papierzastych, o szklistych brzegach, powiększające się i pozostające na owocu. Trzy listki wewnętrznego okółka okwiatu siedzące, równe do niemal równych, wolne, odpadające, nagie lub z drobnymi włoskami gruczołowymi u nasady lub bródkowe przyśrodkowo z paciorkowatymi włoskami na powierzchni doosiowej. Pręciki (2–)3, równe, nadległe listkom zewnętrznego okółka okwiatu, o nitkach wygiętych o ok. 30° w lewo lub w prawo, wolnych, nagich lub z drobnymi włoskami gruczołowymi lub bródkowymi przyśrodkowo z paciorkowatymi włosami. Główki pręcików dołączone grzbietowo, popękane, równowąsko-podługowate, wąsko eliptyczne do podługowatych i eliptycznych. Łącznik wąski. Pylniki równoległe, wydłużone. Prątniczki 3–(4), nadległe listkom wewnętrznego okółka okwiatu (jeżeli obecne są 4 prątniczki, jeden nadległy jest dolnemu listkowi zewnętrznego okółka), o nitkach wolnych, nagich, lub z drobnymi włoskami gruczołowymi lub bródkowymi przyśrodkowo z paciorkowatymi włosami. Główki prątniczków dołączone grzbietowo, niepękające, trójklapowane, strzałkowate, oszczepowate do niemal sercowatych. Łącznik rozszerzony, złocistożółty lub fioletowy. Zalążnia siedząca, zgięta o ok. 30° w kierunku przeciwnym do pręcików, gładka, naga lub z drobnymi włoskami gruczołowymi, trójkomorowa, z 1–2–(6) zalążkami w każdej komorze. Szyjka słupka wzniesiona lub delikatnie zakrzywiona na wierzchołku, znamię ścięte do główkowatego, brodawkowate.
OwocePodługowate, elipsoidalne, jajowate do kulistawych torebki pękające komorowo, trójklapowe, spiczaste, gładkie, nagie lub z drobnymi włoskami gruczołowymi, zawierające 1–2–(6) nasion w każdej komorze. Nasiona nerkowate do szeroko elipsoidalnych lub prostopadłościennych do wielokątnych, o łupinie żebrowanej do lekko pofałdowanej lub dziobatej.

## Biologia i ekologia
RozwójMezofity, helofity lub ryzofity. Kwiaty zapylane są przez owady, głównie pszczoły i bzygowate, jednak u roślin występuje też samopylność. Badania gatunku Murdannia nudiflora wykazały, że w niekorzystnych warunkach środowiskowych (zwiększenie natężenia opadów) roślina tworzy kwiaty klejstogamiczne, co pozwala jej maksymalizować rozmnażanie przez łączenie owadopylności, samopylności i rozmnażania wegetatywnego. Owoce, nasiona oraz fragmenty pędów (które są zdolne do ukorzenienia) roznoszone są przez wodę oraz kaczki.
SiedliskoRośliny z tego rodzaju występują na średnio i zmiennowilgotnych siedliskach, na mokradłach, terenach zalewowych, w sezonowych i sporadycznie stałych zbiornikach wodnych oraz rzadko w lasach i na glebach laterytowych. Gatunki Murdannia blumei, M. keisak, M. nudiflora, M. spirata i M. vaginata są w Azji chwastami upraw ryżu. M. nudiflora jest głównym chwastem upraw orzeszków ziemnych, ryżu, herbaty i kukurydzy w Indonezji, Filipinach i na Sri Lance. W Meksyku zachwaszcza uprawy bananów, cytrusów, trzciny cukrowej, warzyw, ryżu, kukurydzy i kawowca. Jest chwastem upraw bananów na Hawajach, w Indonezji, RPA, Malezji i na Filipinach oraz taro na Fidżi i na Hawajach. W Stanach Zjednoczonych jest chwastem trawników i staje się coraz bardziej powszechny w Karolinie Północnej na plantacjach bawełny i soi.
Interakcje międzygatunkoweNasionami oraz pędami Murdannia żywią się kaczkowate. W Ameryce odnotowano żerowanie na M. nudiflora epoletnika krasnoskrzydłego, kacykarzyka purpurowego i starzyka brunatnogłowego.
GenetykaPodstawowa liczba chromosomów x wynosi 6, 7, 9, 10 i 11. Liczba chromosomów 2n =  12, 18, 20, 22, 24, 30, 32, 36, 40, 42, 44, 60, 64, 80.

## Systematyka
Pozycja systematycznaRodzaj z plemienia Commelineae podrodziny Commelinoideae w rodzinie komelinowatych (Commelinaceae).
Wykaz gatunków
- Murdannia acutifolia (Lauterb. & K.Schum.) Faden
- Murdannia allardii (De Wild.) Brenan
- Murdannia assamica Nampy & Ancy
- Murdannia audreyae Faden
- Murdannia axillaris Brenan
- Murdannia blumei (Hassk.) Brenan
- Murdannia bracteata (C.B.Clarke) J.K.Morton ex D.Y.Hong
- Murdannia brownii Nandikar & Gurav
- Murdannia burchellii (C.B.Clarke) M.Pell.
- Murdannia citrina D.Fang
- Murdannia clandestina (Ridl.) Faden
- Murdannia clarkeana Brenan
- Murdannia crocea (Griff.) Faden
- Murdannia cryptantha Faden
- Murdannia dimorpha (Dalzell) G.Brückn.
- Murdannia dimorphoides Faden
- Murdannia divergens (C.B.Clarke) G.Brückn.
- Murdannia edulis (Stokes) Faden
- Murdannia engelsii M.Pell.
- Murdannia esculenta (Wall. ex C.B.Clarke) Abeyw.
- Murdannia fadeniana Nampy & Joby
- Murdannia fasciata (Warb. ex K.Schum. & Lauterb.) G.Brückn.
- Murdannia gardneri (Seub.) G.Brückn.
- Murdannia gigantea (Vahl) G.Brückn.
- Murdannia glauca (Thwaites ex C.B.Clarke) G.Brückn.
- Murdannia graminea (R.Br.) G.Brückn.
- Murdannia hookeri (C.B.Clarke) G.Brückn.
- Murdannia japonica (Thunb.) Faden
- Murdannia juncoides (Wight) R.S.Rao & Kammathy
- Murdannia kainantensis (Masam.) D.Y.Hong
- Murdannia keisak (Hassk.) Hand.-Mazz.
- Murdannia lanceolata (Wight) Kammathy
- Murdannia lanuginosa (Wall. ex C.B.Clarke) G.Brückn.
- Murdannia loriformis (Hassk.) R.S.Rao & Kammathy
- Murdannia macrocarpa D.Y.Hong
- Murdannia medica (Lour.) D.Y.Hong
- Murdannia nampyana Joby, Rogimon & Nisha
- Murdannia nudiflora (L.) Brenan
- Murdannia paraguayensis (C.B.Clarke ex Chodat) G.Brückn.
- Murdannia pauciflora (G.Brückn.) G.Brückn.
- Murdannia saddlepeakensis M.V.Ramana & Nandikar
- Murdannia sahyadrica Ancy & Nampy
- Murdannia satheeshiana Joby, Nisha & Unni
- Murdannia schomburgkiana (Kunth) G.Brückn.
- Murdannia semifoliata (C.B.Clarke) G.Brückn.
- Murdannia semiteres (Dalzell) Santapau
- Murdannia simplex (Vahl) Brenan
- Murdannia spectabilis (Kurz) Faden
- Murdannia spirata (L.) G.Brückn.
- Murdannia stenothyrsa (Diels) Hand.-Mazz.
- Murdannia striatipetala Faden
- Murdannia stricta Brenan
- Murdannia tenuissima (A.Chev.) Brenan
- Murdannia triquetra (Wall. ex C.B.Clarke) G.Brückn.
- Murdannia ugemugei R.B.Kamble, Somkuwar & Nandikar
- Murdannia undulata D.Y.Hong
- Murdannia vaginata (L.) G.Brückn.
- Murdannia versicolor (Dalzell) G.Brückn.
- Murdannia yunnanensis D.Y.Hong
- Murdannia zeylanica (C.B.Clarke) G.Brückn.

## Zagrożenie i ochrona
Gatunki Murdannia pauciflora, M. tenuissima, M. semiteres, M. vaginata, M. esculenta, M. spirata i M. simplex są sklasyfikowane w Czerwonej księdze gatunków zagrożonych IUCN jako najmniejszej troski. 
Gatunek M. lanceolata został zaklasyfikowany jako gatunek narażony. Jest to gatunek endemiczny dla niskich wzgórz Kerala i równiny Tamilnadu w Indiach, gdzie znane są jego cztery lokalizacje. Występująca w Rwandzie i Kongo M. stricta została uznana za gatunek zagrożony. Od 1973 roku nie odnotowano doniesień o jej obecności.

## Znaczenie użytkowe
Rośliny spożywczeMłode pędy Murdannia są jadalne po ugotowaniu. W Chinach takie gatunki jak M. angustifolia, M. keisak, M. nudiflora i M. triquetra wykorzystywane są jako warzywa liściowe oraz do przyrządzania zup. W Nepalu spożywane są korzenie M. edulis i M. japonica oraz liście M. nudiflora.
Rośliny leczniczeW Indiach pasta ze zmiażdżonych liści Murdannia spirata, kory Senna auriculata i Achyranthes aspera oraz nasion Pongamia pinnata przykładana jest na guzki krwawnicze. M. esculenta stosowana jest do oczyszczania krwi oraz wymiotnie. M. nudiflora używana jest na oparzenia, czyraki i owrzodzenia. Korzenie M. scapiflora stosowane są ściągająco, przeciwgorączkowo, w bólach głowy, zawrotach głowy, żółtaczce. Skórka korzeni działa moczopędnie i przeciwskurczowo, stosowana jest w astmie, kolkach i drgawkach dziecięcych. W Orisie M. nudiflora stosowana jest lokalnie w leczeniu astmy, trądu, dolegliwości żołądkowych, zawrotów głowy i ściągająco. Pasta z korzenia z kozim mlekiem jest przepisywana doustnie w celu leczenia astmy. Pastę z całej rośliny utartej z solą nakłada się zewnętrznie na obszary zmienione przez trąd.
W tradycyjnej medycynie chińskiej odwar z całych roślin M. bracteata stosowany jest w gruźlicy węzłów chłonnych, dysurii oraz przy zmienionym kolorze moczu. Odwar z całych roślin M. loriformis stosowany jest do leczenia gorączki u dzieci, kaszlu, zapalenia spojówek, dyzenterii i dysurii; świeże, zmiażdżone rośliny przykładane są na czyraki. Badania na szczurach ekstraktu etanolowego z M. loriformis potwierdziły działanie przeciwzapalne, hamujące na ziarniniak, obniżające aktywność fosfatazy alkalicznej oraz silne działanie przeciwbólowe. M. japonica wykorzystywana jest w Chinach jako środek aborcyjny. Zmiażdżone młode liście i pędy tej rośliny przykładane są na oparzenia. Świeże lub suszone rośliny z gatunku M. triquetra stosowane są przeciwgorączkowo, moczopędnie, przeciwnowotworowo, do leczenia kaszlu, zapalenia płuc, krwioplucia, dyzynterii, skąpomoczu, bólu gardła, a zewnętrznie na czyraki, opuchlizny i ukąszenia węży.
Tradycyjna medycyna unani wykorzystuje korzenie M. edulis jako środek ściągający i tonizujący, przy ukąszeniu przez węża, w kolkach, hemoroidach i nietrzymaniu moczu. Sproszkowane korzenie zmieszane z cukrem i sokiem z liści bazylii stosowane są w nasieniotoku.
M. loriformis od ponad 1000 lat jest stosowana w Tajlandii do leczenia raka. Współcześnie sok wyciśnięty z roślin tego gatunku wykorzystywany jest jako środek wspomagający leczenie raka, redukujący efekty uboczne chemio- i radioterapii. Roślina ta zawiera cytotoksyczny glikosfingolipid (D-glukopiranozylo-sfingozynę), który wykazywał umiarkowaną cytotoksyczność z ED50 na poziomie 10,7–32,5 mM odpowiednio wobec linii ludzkich komórek raka piersi, płuc, okrężnicy i wątroby. LD50 soku tłoczonego z roślin podanego doustnie szczurom wynosiła powyżej 120 g/kg masy ciała i nie uszkadzał on wzrostu, biochemii krwi i narządów.
Na Tajwanie M. keisak i M. loriformis wykorzystywane są do leczenia zapalenia wątroby oraz stosowane antymutagenne i chemoprewencyjne. W roślinach obecne są chinolina, pirydyna, imidazol i akrylamid.
W Malezji sok z całych świeżych roślin oraz odwar z suszu gatunku M. bracteata stosowany jest w leczeniu nowotworów wątroby oraz cukrzycy. Aktywne ekstrakty z tej rośliny zawierają α-tokoferol i pochodne apigeniny, o działaniu cytotoksycznym na komórki ludzkiego raka HepG2 z wartością EC50 wynoszącą 37,17 mg/ml (stwierdzono, że śmierć komórek HepG2 ma charakter apoptotyczny i jest oparta na znaczącej dwufazowej indukcji kaspazy-3) oraz pochodne kwasu kawowego, hamujące działanie α-glukozydazy.
Rośliny ozdobneMurdannia keisak bywa uprawiana jako ozdobna roślina akwarystyczna. M. loriformis oraz jej pstry kultywar 'Bright Star' są uprawiane jako rośliny doniczkowe.